# Vogtei (Türingia)
Vogtei település Németországban, azon belül Türingiában. Lakosainak száma 4228 fő (2023. december 31.). Vogtei Südeichsfeld és Rodeberg községekkel határos.

## Népesség
A település népességének változása:
| Lakosok száma | 4415 | 4404 | 4261 | 4260 | 4228 |
|               | 2017 | 2019 | 2021 | 2022 | 2023 |